# 星野晃
星野 晃（ほしの あきら、1947年7月28日 - ）は、日本の俳優、スタントマン、殺陣師。東京都出身。エレメンツ所属。
身長170cm。体重65kg。
特技はアクション、殺陣、アイススケート。

## 出演作品

### テレビドラマ

#### NHK
- NHK夜の連続ドラマ / 真夜中は別の顔（2002年）
- 川、いつか海へ 6つの愛の物語（2003年）
- 金曜時代劇
  - 転がしお銀 父娘あだ討ち江戸日記（2003年）
  - 御宿かわせみ 第二章（2004年）
- 連続テレビ小説 / 純情きらり（2006年）

#### 日本テレビ
- 俺たちの朝（1977年）
- 太陽にほえろ!
  - 太陽にほえろ!
    - 第303話「お人良し」（1978年）
    - 第320話「翔べないカナリア」（1978年）
    - 第332話「冬の訪問者」（1978年）
    - 第362話「デイトヨコハマ」（1978年）
    - 第367話「跳べ! スニーカー」（1978年）
    - 第461話「ドックのつぶやき」（1981年）
    - 第527話「雨の降る街」（1982年）
    - 第550話「俺はプロだ!」（1983年）
    - 第578話「一係皆殺し!」（1983年）
    - 第613話「ヘッドハンター」（1984年）
    - 第642話「ハワイアン・コネクション」（1985年）
    - 第667話「デュークという名の刑事」（1985年）
    - 第678話「山村刑事の報酬なき戦い」（1986年）
    - 第706話「ボス! 任せてください」（1986年）
    - 第711話「ジョーズ刑事の華麗な復活」（1986年）
    - 第717話「女たちは今……」（1986年）
- 太陽にほえろ!PART2（1987年）
- 大都会 PARTIII
  - 第1話「帰って来た黒岩軍団」（1978年）
  - 第9話「高層の狙撃者」（1978年）
  - 第20話「爆走・金塊トレーラー」（1979年）
  - 第33話「最後通告」（1979年）
- 探偵物語（1979年）
- 熱中時代・刑事編 （1979年） - 千葉
  - 第25話「熱中刑事ワナにかかる」
  - 第26話「ハッピーだぜ！熱中刑事」
- 西遊記II
  - 第5話「妖異 太陽が二つの国」（1979年）
  - 第7話「夢の妖怪 幽鬼将軍」（1979年）
  - 第8話「女だらけの化け猫騒動」（1979年）
  - 第10話「河童の国の悟浄の恋」（1980年）
  - 第12話「術競べ 消えた悟空」（1980年）
  - 第13話「人食い妖怪 若返りの泉」（1980年）
  - 第15話「黄金妖怪 婿どの買います」（1980年）
  - 第17話「泣くな八戒! 瞳の中の愛」（1980年）
  - 第20話「消えた屏風の七福神」（1980年）
  - 第21話「異説 鬼子母神由来記」（1980年）
  - 第22話「妖鬼の山 お転婆姫の恋」（1980年）
  - 第23話「妖術 石仏になった三蔵一行」（1980年）
  - 第26話「母上は妖怪か? 再び天竺へ」（1980年）
- 火曜サスペンス劇場
  - 遺された妻の疑惑（1983年）
  - 松本清張スペシャル 喪失の儀礼（1994年）
  - 盲人探偵・松永礼太郎11（1999年）
  - 分岐点（2004年） - 秋本和男
- 時代劇スペシャル / 燃えて、散る 炎の剣士 沖田総司（1984年）
- 誇りの報酬
  - 第5話「私だって刑事の妹」（1985年）
  - 第12話「これが情報屋のホコリだ!」（1985年）
  - 第43話「母に捧げる犯罪」（1986年）
- 銭形平次 (風間杜夫)（1987年）
  - 第5話「江戸っ娘気質」
  - 第31話「死神のあまい香り」
- もっとあぶない刑事（1988年）
- 寝たふりしてる男たち（1995年）
- 天国への階段（2002年）
  - 第2話「過去からの脅迫状」
  - 第4話「第3の殺人明かされる真相愛の急展開」
  - 第8話「号泣封印した遺書の中身」
  - 第9話「悲痛最愛の人の命が…!!」
- 土曜ドラマ
  - ぼくの魔法使い（2003年）
  - すいか（2003年）

#### TBS
- 江戸特捜指令（1976年）
- ナショナル劇場→パナソニック ドラマシアター / 江戸を斬るIV（1979年）
  - 第1話「紫頭巾が二人いた!」 - 駕籠屋
  - 第3話「男はつらいよ十手風」
  - 第16話「目が見えたよ! 兄さん」
- 禁じられたマリコ（1985年 - 1986年）
- 水曜ドラマスペシャル / アヒルから白鳥になった女（1987年）
- 橋田壽賀子ドラマ おんなは一生懸命（1988年） - 劇中の犯罪者
- キツイ奴ら（1989年）
- 月曜ドラマスペシャル→月曜ミステリー劇場→月曜ゴールデン
  - ミステリー作家桜田桃子の冒険1（2000年）
  - 駅前タクシー湯けむり事件案内2（2004年） - 黒岩（取り立て屋）
  - 内田康夫サスペンス 浅見光彦シリーズ（沢村一樹版）28（2009年） - 帆村
  - 警部・柘植京介（2010年）

#### フジテレビ
- 江戸の旋風
  - 同心部屋御用帳 江戸の旋風II（1976年）
  - 同心部屋御用帳 江戸の旋風（第3シリーズ）（1977年）
  - 同心部屋御用帳 江戸の旋風（第4シリーズ）（1979年）
  - 同心部屋御用帳 新・江戸の旋風（1980年）
    - 第19話「手のひらいっぱいの幸せ」
    - 第21話「肝っ玉もんの恋」
- 日曜恐怖シリーズ / 怪しの海（1978年）
- 江戸の激斗（1979年）
  - 第1話「壮絶! 遊撃隊」
  - 第5話「けもの狩り」
  - 第6話「泣くな! 新八郎友を斬れ」
  - 第12話「通り雨」
  - 第18話「復讐の狼」
- 大空港（1980年）
- 江戸の朝焼け（1980年）
- 時代劇スペシャル
  - 二人の武蔵（1981年）
  - 素浪人罷り通る5（1983年）
  - 同心部屋御用帳 江戸の旋風（1984年）
  - 仕掛人・藤枝梅安（1990年）
- 暁に斬る!
  - 第10話「血塗られた白い肌」（1982年）
  - 第11話「男と女の異国船」（1982年）
  - 第18話「亭主一人に女房が三人」（1983年）
  - 第23話「天女が仕掛けた恋の罠」（1983年）
- 暴れ九庵（1984年）
- 花王名人劇場 / 裸の大将放浪記
  - 第23作（1987年）
  - 第78作（1996年）
- 日本一のカッ飛び男（1990年）
- 金曜エンタテイメント
  - せつない探偵 柚木草平の殺人レポート3（1997年）
  - 猟犬探偵・竜門卓（1999年）
  - 壁ぎわ税務官1（2001年） - 関東胴本会組員
  - 天童よしみの歌姫探偵1（2002年）

#### テレビ朝日
- 破れ傘刀舟悪人狩り
  - 第40話「仕掛けられた罠」（1975年）
  - 第41話「殺しの報酬」（1975年）
- 達磨大助事件帳（1978年）
- 若さま侍捕物帳（1978年） - 泥棒
- 江戸の牙（1979年）
- 西部警察
  - 西部警察 (PART1)
    - 第7話「暴走刑事を撃て」（1979年）
    - 第9話「ヤクザ志願」（1979年）
    - 第13話「大門危機一髪」（1980年）
    - 第18話「俺たちの闘い」（1980年）
    - 第26話「友情の捜査線」（1980年）
    - 第41話「バニング・レディ」（1980年）
    - 第45話「大激走! スーパーマシン」（1980年）
    - 第53話「特ダネの罠」（1980年）
    - 第64話「九州横断大捜査網!!」（1981年）
    - 第69話「マシンX爆破命令」（1981年）
    - 第76話「灼熱の追跡」（1981年）
    - 第79話「婦人警官」（1981年）
    - 第85話「男の償い」（1981年）
    - 第89話「もう一つの勲章」（1981年）
    - 第95話「刑事の夜明け」（1981年）
    - 第109話「西部最前線の攻防 -前編-」・第110話「西部最前線の攻防 -後編-」（1981年）
    - 第118話「あの歌をもう一度」（1982年）
    - 第125話「約束の報酬」（1982年）

  - 西部警察 PART-II（1982年）
    - 第8話「暁の決断」
    - 第10話「大追跡!!静岡市街戦 －静岡・前篇－」
    - 第18話「広島市街パニック!!」
    - 第27話「傷だらけの天使」

  - 西部警察 PART-III
    - 第9話「白銀に消えた超合金X! －福島・前篇－」（1983年）
    - 第20話「40億の罠」（1983年）
    - 第24話「誘拐!山形・蔵王ルート －山形篇－」（1983年）
    - 第35話「刑事無情」（1984年）
    - 第37話「対決!! マグナム44」（1984年）
    - 第45話「幻の銀バッジ」（1984年）
    - 第49話「激追!!地を走る3億ドル －大阪・神戸篇－」（1984年）
    - 第53話「北帰行」（1984年）
    - 第63話「母と子の約束」（1984年）
    - 第69話「愛の旅立ち」（1984年）
- 土曜ワイド劇場
  - 瀬戸内殺人海流 帰らない女（1980年）
  - 佐渡が島殺人事件（1986年）
  - キャットショー連続殺人（1987年）
  - 武田信玄なるほど連続殺人事件（1988年）
  - 考古学者シリーズ8（1991年）
- ザ・ハングマン
  - ザ・ハングマン（1981年）
  - ザ・ハングマン4（1984年）
    - 第1話「船上トバクでまる裸にされる!」
    - 第11話「銃撃戦が生中継される!」

  - ザ・ハングマンV（1986年）
  - ザ・ハングマン6（1987年）
  - ハングマンGOGO（1988年）
- 文吾捕物帳
  - 第5話「悲しき魔剣」（1981年）
  - 第12話「美しき殺人鬼」（1982年）
- ただいま絶好調!（1985年）
- 私鉄沿線97分署（1986年）
- 火曜スーパーワイド / 御宿かわせみ・恋娘（1989年） - 浪人
- ゴリラ・警視庁捜査第8班
  - 第4話「ルパン・ザ・ポリス」（1989年）
  - 第10話「博多大追撃」（1989年）
  - 第22話「ある戦場」（1989年）※星野明良名義
  - 第29話「明日に向って走れ」（1989年）
  - 第36話「スイートメモリー」（1990年）
  - 第41話「生命果つるとも」（1990年）
  - 第46話「命、燃えつきても」（1990年）
- 代表取締役刑事（1990年）
  - 第2話「終着駅」
  - 第10話「動く標的」
- 火曜ミステリー劇場 / ペテン師軍団10億円パーフェクトゲーム!（1991年）
- 豆腐屋直次郎の裏の顔（1992年）
- 金曜ナイトドラマ / TRICK 第5話（2000年8月11日、テレビ朝日）
- 爆竜戦隊アバレンジャー（2003年） - サッカー監督
- 木曜ドラマ / 富豪刑事（2005年）
- 相棒（2006年） - 天城真
- 日曜ナイトドラマ / Dr.伊良部一郎（2011年）

#### テレビ東京
- 大江戸捜査網
  - 第3シリーズ
    - 第156話「理由なき殺人」（1976年）
    - 第173話「仇討ち女三味線」（1977年）
    - 第186話「恐怖の無差別殺人」（1977年）
    - 第226話「哀しみの岡ッ引魂」（1978年）
    - 第260話「闇を裂く女賊の哀愁」（1978年）
    - 第285話「尼僧が秘めた仇討ち七変化」（1979年）
    - 第342話「故郷偲ぶ薄幸の女」（1980年）
    - 第345話「戦慄 爆薬を抱く男」（1980年）
    - 第348話「女の涙か夏の嵐」（1980年）
    - 第361話「翔べ・走れ 隠密犬」（1980年）
    - 第370話「明日を夢見る浮草の女」（1980年）
    - 第377話「連判状が招く姿なき殺人者」（1981年）
    - 第379話「遊女が見た幸せの夢」（1981年）
    - 第384話「地獄からもどった用心棒」（1981年）
    - 第393話「江戸を走る裸の女」（1981年）
    - 第396話「涙で嫁ぐ盗賊の娘」（1981年）
    - 第408話「稲妻お竜の旅立ち」（1981年）
    - 第429話「娘十手もち 爆破魔を追う」（1982年）
    - 第432話「幻の魔弓 激情に燃える女」（1982年）
    - 第440話「甘い誘惑 毒殺人名録」（1982年）
    - 第444話「花一輪 哀しく舞う白い肌」（1982年）
    - 第445話「品川遊郭 おんな蟻地獄」（1982年）
    - 第449話「尼僧が誘う妖艶やわ肌蜘蛛」（1982年）
    - 第507話「美女必殺剣! 非情の果し状」（1983年）
    - 第510話「純愛に賭けた娘掏摸」（1983年）
    - 第522話「女の決闘! くの一美女変化」（1983年）
    - 第524話「おんな風呂 殺しの湯煙り」（1984年）
    - 第527話「私を離縁して! 逃亡者の妻」（1984年）
    - 第532話「宿命の絆 父と娘の別れ唄」（1984年）

  - 新 大江戸捜査網 第7話「鬼同心獄中の標的」（1984年） - 無宿
  - 平成版
    - 第1シリーズ
      - 第10話「御用金強奪! 操を賭けた仇討ち」（1990年）
      - 第17話「十手秘話 娘目明し一番手柄」（1991年）
      - 第20話「血欲にまみれた 辻ヶ花染」（1991年）

    - 第2シリーズ（1991年）
- バトルホーク（1976年）
- 恐竜戦隊コセイドン（1979年） - ハンター
- 女無宿人 半身のお紺（1991年）
  - 第8話「醒めてうずきます」
  - 第12話「鈴も一緒に棄てました」
- お助け同心が行く!（1993年）
  - 第1話「その処刑待った!」
  - 第10話「汚れた友情」
- 女と愛とミステリー→水曜ミステリー9
  - 悪の仮面（2001年）
  - 鉄道警察官・清村公三郎4（2007年） - 強盗被害者

#### 中国CCTV
- 走向共和（2003年） - 西郷従道

#### 不明
- 鬼平犯科帳

### 映画
- 処刑遊戯（1979年）
- 薔薇の標的（1980年） - 王の手下
- 東京裁判（1983年）
- 愛しのハーフ・ムーン（1987年） - チンピラ
- 帝都物語（1988年） - 兵
- 千利休 本覺坊遺文（1989年） - 検使
- 無頼平野（1995年） - 金光
- 新唐獅子株式会社（1999年） - 権藤
- BROTHER（2000年）
- 親分はイエス様（2001年）
- 銃声 LAST DROP OF BLOOD（2003年）
- 座頭市（2003年） - 銀蔵一家の壺振り
- 花と蛇3（2010年）

### Vシネマ
- 日本極道史 仁義絶叫（2000年）
  - 日本極道史 仁義絶叫4 仁義の挽歌
  - 日本極道史 仁義絶叫5 修羅の墓場
- 首領への道11（2000年） - 佐々木省吾
- 本気!23 凶悪編（2002年）

### ゲーム
- アナザー・マインド（1998年） - 男